# 阮聪颖
阮聪颖（1971年10月—），浙江省台州市椒江区人，中华人民共和国政治人物，中共浙江省委党校在职研究生学历。现任台州市卫生健康委员会主任。

## 生平
阮聪颖于1971年10月出生在浙江省台州专区黄岩县（现台州市椒江区）。1992年8月参加工作，担任椒江市下陈中学教师、团委书记。1996年6月加入中国共产党。她在椒江先后担任共青团椒江区委员会副书记、书记；中共椒江区白云街道委员会副书记；中共椒江区三甲街道委员会副书记、三甲街道办事处主任；中共椒江区三甲街道委员会书记；中共椒江区三甲街道工作委员会书记（期间兼任滨海工业区台州经济开发区块建设指挥部副总指挥）。之后她被调到玉环县，历任中共玉环县委常委、中共玉环县委组织部部长。2016年12月22日，在中共玉环县第十五届委员会第一次全体会议上，阮聪颖当选为中共玉环县第十五届委员会常务委员会委员、中共玉环县委副书记。2017年5月玉环撤县设市之后，改任中共玉环市委副书记。截至2020年8月，她担任中共玉环市委副书记、中共玉环市委政法委书记，也是玉环市人民代表大会代表。
2020年8月26日，在台州市第五届人民代表大会常务委员会第三十三次会议上，被任命为台州市卫生健康委员会主任。